# Campionatele Europene de Natație pentru Juniori
Campionatele Europene de Natație pentru Juniori (50 m) reprezintă o competiție anuală de natație pentru înotătorii europeni organizată de Liga Europeană de Natație (LEN) și care se desfășoară pe parcursul a cinci zile. Vârsta concurenților pentru fete a fost de 15 până la 16 ani și pentru băieți de 17 până la 18 ani până în anul 2015. Din 2016, vârsta concurenților este între 14 și 17 ani pentru fete și între 15 și 18 ani pentru băieți.

## Ediții
| Nr. | An    | Oraș gazdă        | Țară           | Perioadă            |
| --- | ----- | ----------------- | -------------- | ------------------- |
| 1   | 1967  | Linköping         | Suedia         | 13–15 august        |
| 2   | 1969  | Viena             | Austria        | 15–17 august        |
| 3   | 1971  | Rotterdam         | Țările de Jos  | 12–15 august        |
| 4   | 1973  | Leeds             | Marea Britanie | 8–11 august         |
| 5   | 1975  | Geneva            | Elveția        | 7–10 august         |
| 6   | 1976  | Oslo              | Norvegia       | 5–8 august          |
| 7   | 1978  | Florența          | Italia         | 27–30 iulie         |
| 8   | 1980  | Skövde            | Suedia         | 7–10 august         |
| 9   | 1982  | Innsbruck         | Austria        | 26–29 august        |
| 10  | 1983  | Mulhouse          | Franța         | 5–8 august          |
| 11  | 1984  | Luxembourg City   | Luxemburg      | 26–29 iulie         |
| 12  | 1985  | Geneva            | Elveția        | 25–28 iulie         |
| 13  | 1986  | Berlinul de Vest  | —              | 25–27 iulie         |
| 14  | 1987  | Roma              | Italia         | 23–26 iulie         |
| 15  | 1988  | Amersfoort        | Țările de Jos  | 28–31 iulie         |
| 16  | 1989  | Leeds             | Marea Britanie | 28–30 iulie         |
| 17  | 1990  | Dunkirk           | Franța         | 26–29 iulie         |
| 18  | 1991  | Anvers            | Belgia         | 1–4 august          |
| 19  | 1992  | Leeds             | Marea Britanie | 13–16 august        |
| 20  | 1993  | Istanbul          | Turcia         | 8–11 iulie          |
| 21  | 1994  | Pardubice         | Republica Cehă | 4–7 august          |
| 22  | 1995  | Geneva            | Elveția        | 19–22 iulie         |
| 23  | 1996  | Copenhaga         | Danemarca      | 7–10 august         |
| 24  | 1997  | Glasgow           | Marea Britanie | 31 iulie – 3 august |
| 25  | 1998  | Anvers            | Belgia         | 30 iulie – 2 august |
| 26  | 1999  | Moscova           | Rusia          | 14–17 iulie         |
| 27  | 2000  | Dunkirk           | Franța         | 27–30 iulie         |
| 28  | 2001  | Malta             | Malta          | 5–8 iulie           |
| 29  | 2002  | Linz              | Austria        | 11–14 iulie         |
| 30  | 2003  | Glasgow           | Marea Britanie | 31 iulie – 3 august |
| 31  | 2004  | Lisabona          | Portugalia     | 15–18 iulie         |
| 32  | 2005  | Budapesta         | Ungaria        | 14–17 iulie         |
| 33  | 2006  | Palma de Mallorca | Spania         | 6–9 iulie           |
| 34  | 2007  | Anvers            | Belgia         | 18–22 iulie         |
| 35  | 2008  | Belgrad           | Serbia         | 30 iulie – 3 august |
| 36  | 2009  | Praga             | Republica Cehă | 8–12 iulie          |
| 37  | 2010  | Helsinki          | Finlanda       | 14–18 iulie         |
| 38  | 2011  | Belgrad           | Serbia         | 6–10 iulie          |
| 39  | 2012  | Anvers            | Belgia         | 4–8 iulie           |
| 40  | 2013  | Poznań            | Polonia        | 10–14 iulie         |
| 41  | 2014  | Dordrecht         | Țările de Jos  | 9–13 iulie          |
| 42  | 2015* | Baku              | Azerbaijan     | 23–27 iunie         |
| 43  | 2016  | Hódmezővásárhely  | Ungaria        | 6–10 iulie          |
| 44  | 2017  | Netanya           | Israel         | 28 iunie – 2 iulie  |
| 45  | 2018  | Helsinki          | Finlanda       | 4–8 iulie           |
| 46  | 2019  | Kazan             | Rusia          | 3–7 iulie           |
| -   | 2020  | Aberdeen          | Marea Britanie | 8–12 iulie Anulat   |
| 47  | 2021  | Roma              | Italia         | 6–11 iulie          |
| 48  | 2022  | Otopeni           | România        | 5–10 iulie          |

- Ca programul acvatic al Jocurilor Europene din 2015.

## Recorduri ale campionatelor
Toate recordurile au fost stabilite în finală, dacă nu este specificat altfel. Timpi obținuți într-un bazin cu cursă lungă (50 de metri).

### Masculin
| Probă         | Timp     | +  | Sportiv                                                                                           | Naționlitate | Dată          | Loc                   | Ref    |
| ------------- | -------- | -- | ------------------------------------------------------------------------------------------------- | ------------ | ------------- | --------------------- | ------ |
| Stil liber    |          |    |                                                                                                   |              |               |                       |        |
| 50 m          | 21.83    |    | Artem Selin                                                                                       | Germania     | 7 iulie 2019  | Kazan, Rusia          | [ 3 ]  |
| 100 m         | 47.30    |    | David Popovici                                                                                    | România      | 8 iulie 2021  | Roma, Italia          | [ 4 ]  |
| 200 m         | 1:45.26  | sf | David Popovici                                                                                    | România      | 9 iulie 2021  | Roma, Italia          | [ 5 ]  |
| 400 m         | 3:46.26  |    | Yannick Agnel                                                                                     | Franța       | 14 iulie 2010 | Helsinki, Finlanda    |        |
| 800 m         | 7:51.20  |    | Yiğit Aslan                                                                                       | Turcia       | 11 iulie 2021 | Roma, Italia          | [ 6 ]  |
| 1500 m        | 15:01.59 |    | Kirill Martynychev                                                                                | Rusia        | 4 iulie 2019  | Kazan, Rusia          | [ 7 ]  |
| Spate         |          |    |                                                                                                   |              |               |                       |        |
| 50 m          | 24.52    |    | Kliment Kolesnikov                                                                                | Rusia        | 7 iulie 2018  | Helsinki, Finlanda    | [ 8 ]  |
| 100 m         | 52.91    |    | Ksawery Masiuk                                                                                    | Polonia      | 10 iulie 2022 | Otopeni, România      | [ 9 ]  |
| 200 m         | 1:55.83  |    | Kliment Kolesnikov                                                                                | Rusia        | 7 iulie 2018  | Helsinki, Finlanda    | [ 10 ] |
| Bras          |          |    |                                                                                                   |              |               |                       |        |
| 50 m          | 27.23    | h  | Nicolò Martinenghi                                                                                | Italia       | 30 iunie 2017 | Netanya, Israel       | [ 11 ] |
| 100 m         | 59.23    |    | Nicolò Martinenghi                                                                                | Italia       | 2 iulie 2017  | Netanya, Israel       | [ 12 ] |
| 200 m         | 2:10.71  |    | Dániel Gyurta                                                                                     | Ungaria      | 18 iulie 2007 | Anvers, Belgia        |        |
| Fluture       |          |    |                                                                                                   |              |               |                       |        |
| 50 m          | 23.48    |    | Noè Ponti                                                                                         | Elveția      | 3 iulie 2019  | Kazan, Rusia          | [ 13 ] |
| 100 m         | 51.35    |    | Egor Kuimov                                                                                       | Rusia        | 2 iulie 2017  | Netanya, Israel       | [ 14 ] |
| 200 m         | 1:53.79  |    | Kristóf Milák                                                                                     | Ungaria      | 30 iunie 2017 | Netanya, Israel       | [ 15 ] |
| Mixt          |          |    |                                                                                                   |              |               |                       |        |
| 200 m         | 1:59.17  |    | Thomas Dean                                                                                       | Regatul Unit | 6 iulie 2018  | Helsinki, Finlanda    | [ 16 ] |
| 400 m         | 4:14.65  |    | Semen Makovici                                                                                    | Rusia        | 14 iulie 2013 | Poznań, Polonia       |        |
| Ștafetă liber |          |    |                                                                                                   |              |               |                       |        |
| 4×100 m       | 3:16.58  |    | Francesco Donin (48.97) Luca Leonardi (48.19) Fabio Gimondi (49.61) Stefano Pizzamiglio (49.81)   | Italia       | 12 iulie 2009 | Praga, Republica Cehă |        |
| 4×200 m       | 7:15.46  |    | Kristóf Milák (1:48.41) Nándor Németh (1:49.08) Richárd Márton (1:48.84) Balázs Holló (1:49.13)   | Ungaria      | 30 iunie 2017 | Netanya, Israel       | [ 17 ] |
| Ștafetă mixt  |          |    |                                                                                                   |              |               |                       |        |
| 4×100 m       | 3:35.24  |    | Thomas Ceccon (54.72) Nicolò Martinenghi (58.93) Federico Burdisso (52.69) Davide Nardini (48.90) | Italia       | 2 iulie 2017  | Netanya, Israel       | [ 18 ] |

Legendă: # – Record în așteptarea ratificării de către LEN;  – Record mondial;  – Record european

Recorduri care nu au fost stabilite în finală: h – serii; sf – semifinale; s – ștafetă prima parte